# Solarpunk

Bandera solarpunk

El solarpunk és un moviment que fomenta les visions optimistes del futur a través de la resolució dels problemes mediambientals actuals, com puguen ser el canvi climàtic i la contaminació, o d'altres com ara la desigualtat social. El solarpunk abasta un ampli espectre d'arts i gèneres com són la literatura, l'art, l'arquitectura, la moda, la música, i els jocs.
El solarpunk pren com a pilar central les energies renovables i la tecnologia en general per a tractar de generar una visió de futur positiva per a la humanitat. D'altra banda, també aborda l'ús de mitjans menys tecnològics per tal de reduir emissions de carboni, com seria el cas de la jardineria i la permacultura. El solarpunk és a més un subgènere dins del gènere de ficció especulativa, i alguns dels seus exemples més coneguts són, Solarpunk: Ecological and Fantastical Stories in a Sustainable World i Sunvault: Stories of Solarpunk and Eco-Speculation.

## Història
Les primeres idees sobre solarpunk comencen a desenvolupar-se l'any 2008, quan un blog anomenat Republic of the Bees va publicar l'entrada «From Steampunk to Solarpunk». La publicació va començar a conceptualitzar el solarpunk com a gènere literari inspirat en l'steampunk. El 2012, es va publicar la primera antologia solarpunk, Solarpunk: Histórias ecológicas e fantásticas em um mundo sustentável, al Brasil, la traducció anglesa de la qual va ser publicada el 2018.
El solarpunk va generar més interès el maig de 2014 quan Miss Olivia Louise en el seu perfil de Tumblr va publicar una entrada que començava a establir una estètica solarpunk. El setembre de 2014 es va publicar Solarpunk: Notes toward a manifesto. L'autor, Adam Flynn, esmentava la publicació de Miss Louise d'Olivia com a inspiració. L'octubre de 2019 va sortir a la llum A Solarpunk Manifesto, «una readaptació creativa de les idees solarpunk descrites per molta gent», signat per la Comunitat Solarpunk.

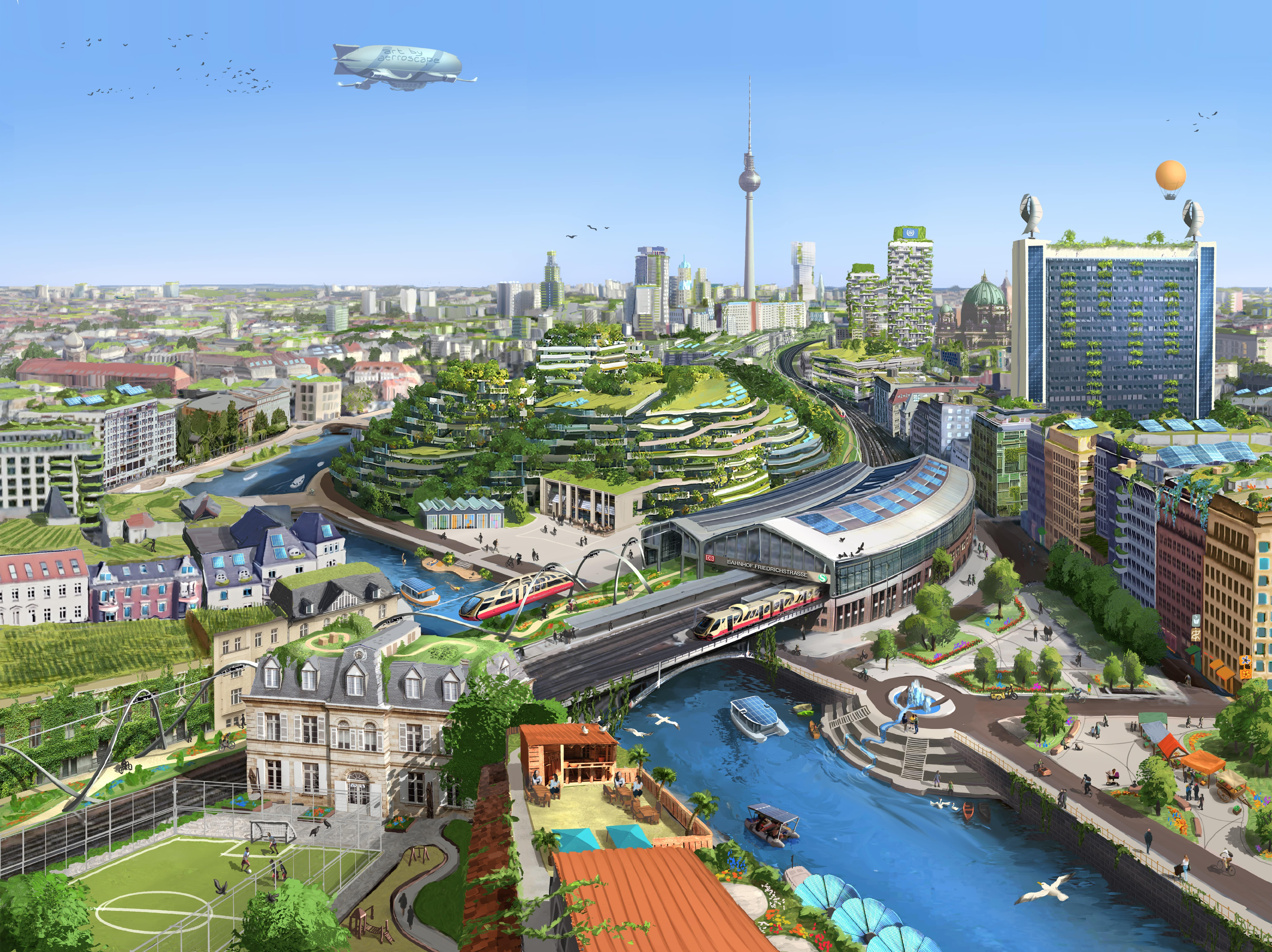
Vista aèria d'un Berlín futurista i sostenible

El solarpunk és hereu directe de l'steampunk i el ciberpunk. L'steampunk imagina una història nova i un món que funciona amb tecnologia de vapor com a font principal d'energia en lloc de l'electricitat actual, mentre que el solarpunk visualitza fonts d'energia renovables com a font bàsica d'energia. El ciberpunk aporta la visió de futurs caracteritzats per tecnologies que provoquen deshumanització. Ambdós, ciberpunk i solarpunk, imaginen futurs possibles partint de les preocupacions presents, però mentre que el ciberpunk emfatitza què és el que pot anar malament, el solarpunk imagina què pot millorar.
La ficció solarpunk, que inclou novel·les, contes i poesia, imagina futurs guiats per preocupacions mediambientals amb diversos graus d'optimisme. Solarpunk és un subgènere del gènere de ficció especulatiu.
L'estètica solarpunk usa motius naturals i és altament ornamental, essent una reacció contra l'estètica contemporània general. Pren inspiració de l'art nouveau i el moviment d'Arts and Crafts, adoptant com a propi l'èmfasi en el treball manual del moviment.
El solarpunk no té una ideologia política concreta, a pesar que practica la política prefigurativa, creant espais on els principis d'un moviment poden ser explorats i demostrats per l'acció en la vida real. El moviment solarpunk vol contribuir a la creació del futur optimista que imaginen. La pràctica solarpunk del moviment es materialitza de diverses formes: des del treball utòpic com fundar ecoviles a accions més discretes com conrear el propi menjar o el DIY.
| «               | Solarpunk és l'herba salvatge que creix entre les esquerdes del capitalisme. | » |
| — Giulia Abbate |                                                                              |   |